# نهر أوتي
نهر أوتي أو كما يُطلق عليه نهر بينجاري هو نهر دولي يقع في الوسط الغربي لقارة أفريقيا

## جغرافيًا
منبع مياه النهر من دولة بوركينا فاسو وهو رافد لنهر فولتا في دولة غانا.
نهر أوتي يمر خلال دولتي بنين وتوغو و أحد روافده الشرقية هو نهر كارا.
مصب النهر رسميًا هو نهر فولتا لكنه الآن أصبح بحيرة فولتا في دولة غانا.

### الحدود الدولية
يُشكل النهر جزءًا من الحدود الدولية بين الدول الآتية غانا وبوركينا فاسو وتوغو وبنين.

### المنتزهات
يمر نهر أوتي عبر منتزه بينجاري الوطني في دولة بنين.